# Lodalskåpa
Lodalskåpa er et bjerg på grænsen mellem Stryn og Luster kommuner i Vestland fylke i Norge. Det er en nunatak på Jostedalsbræen, og har en højde på 2.083 meter over havet. Lodalskåpa er Breheimens næst højeste top efter Tverrådalskyrkja, og er det højeste punkt i Stryn. Lodalskåpa og Brenibba er de to eneste fjelde over 2.000 meter på Jostedalsbreen.
Den almindeligste  rute til bjerget er fra Bødalssetra i Bødalen på vestsiden af Jostedalsbreen. inderst i Bødalen ved sydenden af Lovatnet ved Loen.  I 1844 besteg Gabriel Rustøy Lodalskåpa, men første bestigning kan være sket allerede i 1820 af Gottfried Bohr (usikkert).